# Momoチャレンジ
「Momoチャレンジ」（モモ チャレンジ）は、Facebookやその他のマスメディアで広まった、ソーシャルメディアでの存在しないチャレンジに関するデマで、インターネット上の都市伝説。Momoとは、2016年に相蘇敬介氏がヴァニラ画廊の企画のために作った姑獲鳥という妖怪の作品を無断で使った都市伝説であり、2025年5月時点で作品は廃棄されている。暴力的な攻撃、自傷行為、自殺を含む一連の危険な行為を行うよう、Momoという名前のユーザーが子供や思春期の若者を誘惑していることが報告されていた。この現象は2018年7月に世界的な規模に達したとされているにもかかわらず、実際の苦情件数は比較的少なく、直接的な結果として被害を受けた人がいることを確認した法執行機関はない。記録された子供たちの不安と苦悩は、主に「Momo」の結果ではなく、メディアの報道によって引き起こされたものである。そのため、子供たちの慈善団体はこの主張された現象に対する警告を、子供たちがインターネット上の暴力的な題材を調べるようになる自己成就的予言を導く利益よりも害をもたらすものとして見るようになった。
インドネシアの新聞が12歳の少女が自殺したと報じた後、2018年にMomoチャレンジは「世界的な現象になった」とされる。2019年2月、北アイルランド警察庁がFacebookで公式に警告を発し、アメリカのタレントキム・カーダシアンがInstagramストーリーに、YouTubeに「Momo」の疑いのある動画を削除することを訴える投稿をしたことで、人々の意識は高まった。

## 背景と反応
Momoチャレンジは、2018年7月にYouTuberのReignBotが注目したことで、世間の注目を集めた。WhatsAppのメッセージでMomoを名乗って自己紹介する人々がティーンエイジャーを狙って、携帯電話で連絡を取るよう説得しようとする。「青い鯨」のように課題を提示する、他のインターネットデマと同様に、プレイヤーは脅威に直面しながら一連の行動を実行するように指示される。その後、メッセージには残虐な写真が添付される。パニックはやがて2018年の残りの期間中におさまったが、2019年の初めにペッパピッグやフォートナイトに関するYouTubeやYouTube Kidsの一見無害な動画にMomoが挿入されたと主張された時に、もっと広範囲な形で戻ってきた。National Online Safetyという団体は、これらの主張を繰り返した。
当局はこのことによる身体的危害を確認しておらず、また、Momoを自称する人物と誰かとの間で継続的なメッセージ交換が行われていることさえ確認していないが、いくつかの大陸の警察や学校当局はMomoチャレンジに関する警告を発し、インターネットの安全性に関する一般的なアドバイスを繰り返している。WhatsAppはユーザーに対し、この行為に関与する電話番号をブロックして同社に報告するよう促している。
Momoチャレンジに関連した数多くの自殺の噂について、Webセキュリティの専門家と都市伝説を研究している民俗学者は、この現象はモラル・パニックの可能性が高いと述べている。ベンジャミン・ラドフォードは、「シロナガスクジラゲームとMomoチャレンジには、モラル・パニックの特徴がすべてあてはまる」「子供の行動を知りたがる親心が引き起こした。若者がテクノロジーを使う際には、つねに不安が付きまとうのです」と語った。2018年9月までに、「Momo」と関係があると思われるほとんどの電話番号は使用できなくなった。事実確認サイトSnopesの創設者であるデイヴィッド・ミケルソン (David Mikkelson)は、実際に被害にあった人がいるかどうかを疑問視し、すべては「いじめやいたずらが、特定のソーシャルメディア上の課題の本質的な部分ではなく、脆弱な若者を駆り立てて苦しめる便利な仕組みにしがみついていることが主な原因かもしれない」と述べた。
2019年初頭の報告に応えて、YouTubeは「YouTube上でMomoチャレンジを見せたり宣伝したりしているビデオへのリンクを受け取っていない」と述べたが、主張された現象に対する認識を高め教育することを目的とした、ニュースストーリーと動画は許可している。ウェブサイトでは、報道機関のものも含め、Momoに言及するすべての動画を非収益化し、そのようなコンテンツは広告主に優しいコンテンツガイドラインに違反していると述べている。また、「不適切または不快な」コンテンツを視聴者に警告する一部のMomoビデオに警告を出した。

## 展開

### アジア
インドでは、2018年8月29日に西ベンガル州の犯罪捜査局（Criminal Investigation Department, CID）が、Momoチャレンジに関連する10代の2人の死亡についてメディアで報道された主張は「証拠が十分に得られなかった」と指摘した。CIDは、インドでの大量のMomoチャレンジへの招待のほとんどが、国内でパニックを広めるために送られたいたずらとして発生したと考えている。CIDのスポークスマンは、「これまでのところ、このゲームに犠牲者は出ておらず、最初のレベルでさえプレイしたと言っている人はいない」と述べている。CIDの声明は、未確認の事件に関する数週間にわたる報道に続くものだ。Momoチャレンジの招待状を受け取った若者から警告を受けた西ベンガル州の警察は警告を発し、サイバー犯罪部は調査を開始した。ムンバイ警察は以前から住民に警告し始めていたが、苦情は出されなかった。警察は、学年の低さに落胆する書付を遺して自殺した10年生の少女の死亡やチェンナイの工学部学生の自殺に、Momoチャレンジが果たしたかもしれないいかなる役割も確認していない。オリッサ警察は、勧告を発表する一方で、10代の死とMomoチャレンジを結びつける未確認の報道を控えるようメディアに求めている。
パキスタンの情報技術大臣は、政府がMomoチャレンジとシロナガスクジラチャレンジの両方を流布することを犯罪とする法律を起草するつもりであると発表した。
フィリピンの警察当局は、2019年1月11日に11歳の少年が薬物の過剰摂取による自殺で死亡した後、子供のオンライン活動に警戒するように親に警告を発し、事件をネットで広まっているチャレンジに結び付けたが、事件との直接的な関係はないことが当局によって確定した。報告の余波で、ラフィー・トゥルフォや他のYouTuberらは家族に哀悼の意を表明し、保護者が子供たちを監視することを推奨した。また、シロナガスクジラチャレンジを事件と関連付けた。

### ヨーロッパ
フランスでは、内務省のグループが2018年7月末に連日状況を検討していた。11月に、息子が自殺した父親から苦情が提出された。
ドイツでは、警察はチェーンレターで行われた言及にのみ気づいていた。彼らは、携帯電話でその種の接触に遭遇したとき、人々に慎重に行動するよう求めている。
ルクセンブルクの警察は、国内で1件の事件を確認したが、被害はなかった。
ベルギーの検察庁は、2018年11月6日に13歳の少年がMomoチャレンジの犠牲者となり、首を吊ったと報告した。
スペインのスペイン国家警察は、WhatsAppに表示される新しい「チャレンジ」のポップアップに近づかないよう人々に警告し、Momo現象がティーンエイジャーの間で流行していることを示した。
英国では、一部の学校当局がこの現象に関する警告を伝えた。北アイルランド警察庁が公の警告を発した後、2019年2月に主張されたチャレンジに関する報告は増え認識は高まった。英国当局は、サイバー犯罪者が個人識別情報を入手するためにこのチャレンジを利用していると述べている。チャレンジが真実であると主張したタブロイド紙の報道に応えて、NSPCC、サマリタンズ、UK Safer Internet Centerは、Momoチャレンジはデマであるという声明を発表した。Momoチャレンジを報道陣に伝えた親は、その後、子供は「Momo」からメッセージを受け取っておらず、学校の校庭での会話でそれについて知らされただけだと語った。それにもかかわらず、当局とメディアはオンライン上での安全予防措置を発表した。ニコラ・ハーテヴェルド（Nicola Harteveld, 彼女は息子がチャレンジの標的になったと言った）と臨床心理学者のアンナ・コルトン (Anna Colton)は、ITVの昼のTV番組This Morningで、オンラインでMomoを検索しないよう警告し、親には、オンラインでの子供たちの活動に注意するよう忠告した。

### 北米
カナダのケベック州では、ロングイユ、シェルブルック、ガティノーの地元警察が、管轄区域の人々の中にMomoチャレンジに参加するようにもちかけられたものはいたが、犠牲者は報告されなかったと発表した。彼らは、WhatsAppメッセージに記載されている電話番号を使用しないよう、自分の携帯電話のスクリーンキャプチャー画像を警察当局に送信するよう求めている。王立カナダ騎馬警察などの警察は、この現象の広がりを監視しているが、実際の犠牲者を確認できなかったと述べている。
インターネット犯罪を調査しているメキシコ当局は、スキームの方法に関する詳細な情報を両親に配布した。彼らは、若者が頻繁に訪れるFacebookグループに広がっているのではないかと疑っている。彼らは、この計画に巻き込まれた人々が自傷、ハッキング、恐喝の危険にさらされると警告した。
米国では2018年8月上旬に、さまざまな地方警察がこの現象の危険性について国民に警告した。一部の司法管轄区では、いくつかの苦情が寄せられているが、被害を受けたと報告した管轄区はない。Momoのキャラクターは、人気ゲームMinecraftにも、ユーザーが作成したゲーム内のスキンおよび非公式のMODの形で登場している。オハイオ州の警察官は、息子が持っていたこのゲームのコピーの中にMomoが入っているのを見て心配し、MODがMomoチャレンジへの参加につながるのではないのかと心配した。MinecraftのmodとMomoチャレンジのリンクの概要を説明するニュースの報道が出始めた後、Microsoftは問題の「modへのアクセスを制限する」措置を講じていると発表した。

### 南アメリカ
アルゼンチンでは、いくつかのメディアが暫定的にMomoチャレンジとインヘニェロ・マスチュウイツ出身の12歳の少女の自殺との関係を立証したと報じているが、当局は関連性を確認していない。
ブラジル当局は、Momoチャレンジに関連した事件を確認していない。全国的な非営利団体SaferNetは、心配する保護者から相談を受け、これは人々からお金と情報をゆすり取るための様々な計画の一つにすぎないと警告している。
コロンビア警察は、9月上旬に起きたバルボサでの2人の若者の死亡とMomoチャレンジとの関連性を示す報道を確認していない。

## 大衆文化において
Momoの画像は日本のアーティスト林美登利による彫刻を撮影したものだとした初期の報道は誤りだと判明した。林は自分の作品ではないと指摘し、インターネットのユーザーは日本の特殊効果会社であるLINK FACTORYを彫刻の正確な作者と特定した。彫刻には、膨らんだ目とくちばしのような口がある。彫刻の写真は、2016年に初めて公開されたときにオンラインで公開された。彫刻の残りの部分は、メディアの「Momo」の記事では必ずしも紹介されていないが、鳥の足と人間の胸を持つ、禿げたニワトリのような小さな体で構成されている。Momoの表現に広く使われた写真の彫刻は、姑獲鳥（妖怪）を題材にしたものだった。会社はでっち上げへの関与を否定している。日本人アーティストの相蘇敬介は2019年3月、この彫刻の素材（天然ゴムと植物油）が分解した後、2018年に廃棄されたことを確認した。相蘇は、この彫刻から目を離さず、将来、別の作品に再利用しようと考えている。
Momoチャレンジに基づくビデオゲームは、さまざまな独立した開発者によって公開されている。2018年7月にSirFatCatとIndie_RU、2018年8月にDymchick1、2018年10月にCaffeineによって発表された。プレイヤーはさまざまな行為を実行する必要があり、通常は救助される前に生き残ることが目標となる。
Momoチャレンジは、Emagine Content、November 11 Pictures、Soren Films Productions、Lady of the Light Productionsが制作する『Getaway』と題したティーン向けホラー映画のプロット・デバイスとして使用される。ステフ・ビートン(Stef Beaton)、アレックス・ブラウン(Alex Brown)、ジョージー・ストーム・ウェイト(Georgie Storm Waite)、ライアン・セニニング(Rianne Senining)、シャーロット・スペンサーは、一人がMomoについての話をした後、奇妙な現象を体験する不幸な若者を演じる。
2019年7月、オライオン・ピクチャーズは、プロデューサーのロイ・リー（と彼の制作会社ヴァーティゴ・エンターテインメント）と一瀬隆重とともに映画の制作を発表した。